# Ievgueni Lovchev
Ievgueni ny Serafimovitch Lovchev (en russe : Евгений Серафимович Ловчев, Ievgueni Serafimovitch Lovtchev) né le 29 janvier 1949 à Krioukovo, en URSS, est un joueur de football soviétique. Il évoluait au poste de Défenseur.

## Biographie
Il obtient 52 sélections en équipe d’URSS, et participe notamment à la Coupe du monde de 1970 ainsi qu’aux Jeux olympiques d’été de 1972. 
Le 31 mai 1970, lors de la rencontre opposant le Mexique à son pays (1er tour de la Coupe du monde 1970) l’arbitre allemand, Kurt Tschenscher, le gratifie du premier carton jaune de l’histoire du football.

## Statistiques
| Saison                | Club                      | Championnat           | Championnat | Championnat | Coupe(s) nationale(s) | Coupe(s) nationale(s) | Compétition(s) continentale(s) | Compétition(s) continentale(s) | Compétition(s) continentale(s) | Total | Total |
| Saison                | Club                      | Division              | M.          | B.          | M.                    | B.                    | Comp.                          | M.                             | B.                             | M.    | B.    |
| 1969                  | Spartak Moscou            | D1                    | 32          | 0           | -                     | -                     | -                              | -                              | -                              | 32    | 0     |
| 1970                  | Spartak Moscou            | D1                    | 26          | 1           | -                     | -                     | C1                             | 2                              | 0                              | 28    | 1     |
| 1971                  | Spartak Moscou            | D1                    | 22          | 0           | 7                     | 0                     | C3                             | 3                              | 0                              | 32    | 0     |
| 1972                  | Spartak Moscou            | D1                    | 26          | 2           | 9                     | 0                     | C2                             | 4                              | 0                              | 39    | 2     |
| 1973                  | Spartak Moscou            | D1                    | 26          | 1           | 6                     | 1                     | C2                             | 2                              | 0                              | 34    | 2     |
| 1974                  | Spartak Moscou            | D1                    | 30          | 6           | 6                     | 0                     | C3                             | 2                              | 1                              | 38    | 7     |
| 1975                  | Spartak Moscou            | D1                    | 29          | 8           | 1                     | 0                     | C3                             | 6                              | 4                              | 36    | 12    |
| 1976                  | Spartak Moscou            | D1                    | 26          | 5           | 1                     | 0                     | -                              | -                              | -                              | 27    | 5     |
| 1977                  | Spartak Moscou            | D2                    | 31          | 7           | 2                     | 0                     | -                              | -                              | -                              | 33    | 7     |
| 1978                  | Spartak Moscou            | D1                    | 2           | 0           | 3                     | 0                     | -                              | -                              | -                              | 5     | 0     |
| Sous-total            | Sous-total                | Sous-total            | 250         | 30          | 35                    | 1                     | -                              | 19                             | 5                              | 304   | 36    |
| 1979                  | Dynamo Moscou             | D1                    | 16          | 0           | 7                     | 0                     | -                              | -                              | -                              | 23    | 0     |
| 1980                  | Dynamo Moscou             | D1                    | 3           | 0           | 2                     | 0                     | C2                             | 2                              | 0                              | 7     | 0     |
| 1980                  | Krylia Sovetov Kouïbychev | D2                    | 22          | 13          | -                     | -                     | -                              | -                              | -                              | 22    | 13    |
| Sous-total            | Sous-total                | Sous-total            | 41          | 13          | 9                     | 0                     | -                              | 2                              | 0                              | 52    | 13    |
| Total sur la carrière | Total sur la carrière     | Total sur la carrière | 291         | 43          | 44                    | 1                     | -                              | 21                             | 5                              | 356   | 49    |

## Palmarès
Spartak Moscou
- Champion d'Union soviétique en 1969.
- Vainqueur de la Coupe d'Union soviétique en 1971.

## Sources
- (en) Cet article est partiellement ou en totalité issu de l’article de Wikipédia en anglais intitulé « Evgeny Lovchev » (voir la liste des auteurs).